# Ann-Kristine Johansson
Gunnel Ann-Kristine Johansson, född 15 februari 1962 i Fryksände församling i Värmlands län, är en svensk politiker (socialdemokrat), som var riksdagsledamot från 1994 till 2014, invald för Värmlands läns valkrets. Hon är till yrket lantarbetare och bosatt i Kils kommun. Johansson har också varit distriktsordförande för Socialdemokraterna i Värmland.
Vad gäller utskottsuppdrag i riksdagen märks främst att Johansson var ledamot i miljö- och jordbruksutskottet 1994–2002 och 2006–2010 (suppleant 2002–2006). Hon har även varit ledamot i Nordiska rådets svenska delegation 2006–2014 och ledamot i näringsutskottet 2010–2014.